# Калузька духовна семінарія
Калузька православна духовна семінарія — вищий духовний навчальний заклад Калузької і Борівської єпархії Відомства православного сповідання Російської імперії.

## Історія
Створена 1775 року, до дня відвідин Калуги Катериною II, яку супроводжував архієпископ Московський Платон Левшин. Калузьке духовне училище відразу перейменували на семінарію. Офіційне відкриття в Лаврентієвському монастирі — 1776.
Найкращих з учнів переводили до Московської духовної академії. 1800 року відкриті риторичний і філософський класи, в 1802 — богословський.
Під час війни 1812 семінарія була евакуйована до Орла, а в її будівлі розміщувався військовий лазарет.
2 грудня 1917 року комуністи закрили семінарію, а майно привласнили.
У 1992 році стараннями архієпископа Климента (Капаліна) в Калузі було відкрито духовне училище. Викладацький склад був сформований з духівництва єпархії. Програма навчання складена за зразком московських духовних шкіл, курс навчання — 3 роки.
У 1996 році училище перетворено в семінарію, з переходом на чотирирічний курс навчання. Навчальні програми орієнтовані на курс Московської духовної семінарії.
У 2000 році був здійснений перехід до п'ятирічного курсу навчання.

## Ректори
- Іона Василевський (1808—1810)
- Феофілакт (Ширяєв) (1814—1821)
- Венедикт (Григорович) (вересень 1821 — 31 серпня 1829)
- Володимир (Алявдін) (25 вересня 1829 — 5 грудня 1834)
- Ізраїль (Лукін) (10 лютого 1834 -?)
- Феофілакт (Губін) (3 травня 1850—1857)
- Агапіт (Лопатін) (1858—1860)
- Герасим (Добросєрдов) (12 березня 1860—1863)
- Асінкріт (Верещагін), архімандрит (08.03.1863 — 1870)
- Йосип (Баженов) (10 липня 1870—1873)
- Мисаїл (Крилов) (9 квітня 1878—1879) І. Д.
- Авраамій (Летницький) (23 жовтня 1879—1880)
- Олександр (Трапіцин) (1901—1904)